# Viola-Bianka Kießling

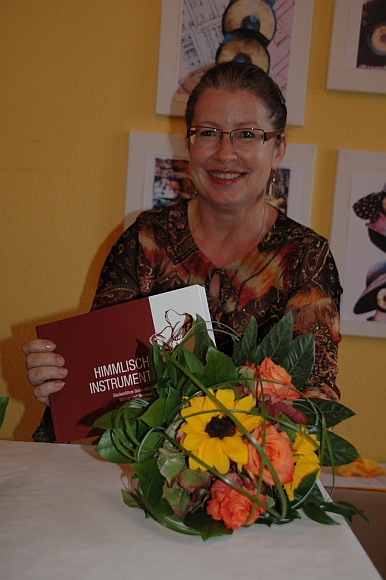
Viola-Bianka Kießling, 2012

Viola-Bianka Kießling (* 5. Juni 1958 in Halle (Saale)) ist eine deutsche Musikwissenschaftlerin und Autorin.

## Leben
Kießling erhielt eine Klavierausbildung am Konservatorium „Georg Friedrich Händel“ ihrer Geburtsstadt sowie eine Chorausbildung im Mädchenchor der August-Hermann-Francke-Schule (Parallelchor zum Stadtsingechor zu Halle) und in der Singakademie Halle. Am Opernhaus Halle verbrachte sie ein Praktikumsjahr als Ankleiderin, Regieassistentin und Souffleuse. Von 1978 bis 1983 folgte ein Studium der Musikwissenschaft an der Humboldt-Universität zu Berlin mit Regieassistenz an der Komischen Oper Berlin sowie Dramaturgie am Opernhaus Leipzig.
Von 1983 bis 1987 war sie als Musiktheaterdramaturgin am Landestheater Altenburg und von 1988 bis 1994 als Konzertdramaturgin der Staatskapelle Weimar am Deutschen Nationaltheater Weimar engagiert. Im gleichen Jahr wechselte sie mit den Aufgabenfeldern von Organisation und Betreuung der Landesjugendmusikensembles zum Landesmusikrat Thüringen. Von 2002 bis 2023 war sie als Referentin für Musik und Heimatpflege im Landkreis Weimarer Land tätig. Hier konzipiert sie gemeinsam mit Weimar-Preis-Träger Michael von Hintzenstern die Konzertreihe Stadt- und Dorfkirchenmusiken im Weimarer Land. Darüber hinaus obliegt ihr die Gestaltung der Bad Sulzaer Musiktage mit einem integrierten Jugend-Musik-Solo-Wettbewerb.
Kießling veröffentlichte Werke zur Heimat- und Musikgeschichte des Landkreises Weimarer Land. Schwerpunkte ihrer Arbeit als Autorin bilden Bücher zur Glocken- und Orgelgeschichte der Region, in denen die Musikinstrumente grundlegend erforscht und erstmals vollständig inventarisiert werden. Während das Orgelinventar Königin der Instrumente die rund 200 Orgeln des Landkreises Weimarer Land und der Stadt Weimar beschreibt, umfasst das Glockenverzeichnis Himmlische Instrumente etwa 500 erhaltene und 1000 verlorene Glocken. 2013 konnte sie für ihren Glockenführer den Ur-Krostitzer Jahresring entgegennehmen. Ende 2023 ist sie in den Ruhestand getreten.

## Schriften (Auswahl)
- Zur Dramaturgie von Georg Friedrich Händels Oper „Admeto“. Diplomarbeit. Humboldt-Univ., Berlin 1983.
- Programmhefte zu Produktionen des Musiktheaters und zu Konzerten am Altenburger Theater und am Deutschen Nationaltheater sowie der Staatskapelle Weimar, 1983–1994.
- Texte in Fachzeitschriften, wie opernwelt, theater heute, mdr-triangel, concerto sowie in Tageszeitungen. Weimar, Apolda, Altenburg, Leipzig, Berlin o. J.
- Königin der Instrumente. Ein Orgel-Führer durch die Region Weimar und Weimarer Land. Hrsg. Landratsamt Weimarer Land. Fagott-Orgelverlag, Friedrichshafen 2007, ISBN 978-3-00-021071-6.
- Himmlische Instrumente. Ein Glockenführer durch die Region Weimar und Weimarer Land. Hrsg. Kreis Weimarer Land in Kooperation mit dem Kirchenkreis Apolda-Buttstädt. Weimar/Apolda 2012.[5]
- Natur, Kunst und Architektur – das Landgut Holzdorf lädt zum Entdecken seiner Geheimnisse ein. / Wer singt betet doppelt – das Adjuvantenarchiv in Weimar. / Die Lutherrosen im Weimarer Land und in der ganzen Welt. / In: 95 Orte der Reformation in Mitteldeutschland. ScottyScout, 2016, ISBN 978-3-944912-13-4.
- Glocken-Glocken-Glocken – Glockenguss in Apolda.  In: Orte der Industriekultur in Thüringen. ScottyScout, 2018, ISBN 978-3-944912-17-2.
- Karl Müllerhartung. / Glockenguss in Apolda. / Die „Schweineglocke“ von Daasdorf a. B. In: Kulturelle Entdeckungen-Musikland Thüringen, 2020, ISBN 978-3-7954-3502-8.
- Süßer die Glocken nie klingen / Besondere Weihnachtsregister. In: Alle Jahre wieder. Hrsg. Kirsten Seyfarth. Kranichfeld 2021, ISBN 978-3-9822353-6-3.